# Foiaș konstant
Inom matematiken är Foiaș konstant en matematisk konstant uppkallad efter Ciprian Foiaș.
Om x1 > 0 och
{\displaystyle x_{n+1}=\left(1+{\frac {1}{x_{n}}}\right)^{n}{\text{ for }}n=1,2,3,\ldots }
är Foiaș konstant det unika reella talet α så att om x1 = α divergerar följden mot  ∞. Dess numeriska värde är
{\displaystyle \alpha =1.187452351126501\ldots \,}  A085848.
Man vet inte om konstanten kan skrivas i sluten form.
Då x1 = α gäller
{\displaystyle \lim _{n\to \infty }x_{n}{\frac {\log n}{n}}=1.}
där "log" betecknar den naturliga logaritmen.
En slumpartad observation mellan primtalssatsen och denna konstant är som följer:
{\displaystyle \lim _{n\to \infty }{\frac {x_{n}}{\pi (n)}}=1,}
där π är primtalsfunktionen.